# Маріо Кемпес
Ма́ріо Альбе́рто Ке́мпес (ісп. Mario Alberto Kempes; нар.15 липня 1954, Бель-Вільє, провінція Кордова) — аргентинський футболіст, грав на позиції нападника. Чемпіон світу з футболу 1978 року і найкращий бомбардир тих же змагань.

## Провінціал з «двигунчиком»
Майбутній голеадор народився у невеличкому містечку в сім'ї менеджера, який займався орендою автомобілів. Змалку Маріо відзначався серед однолітків рухливістю й бешкетництвом. Та, на відміну від багатьох юних хуліганів, свою енергію цей аргентинський хлопець спрямував не на злочини, а у спорт. З 9 років Маріо за ініціативи батька (який свого часу встиг пограти на аматорському рівні) записався у невеличкий місцевий футбольний клуб «Тальєрес».
Через сім років тренувань й вивчення технічних футбольних навичок, хлопець став найкращим бомбардиром «Тальєрес» і дозрів до переходу в професійний клуб головної ліги. Ним став «Інстітуто» з міста Кордова. Перші два сезони Маріо грав тут за юнацьку команду, а його дебют у дорослій відбувся 5 жовтня 1973 року. На жаль, у тій грі «Інстітуто» поступився команді «Ньювеллз Олд Бойз» із рахунком 0:1. Та наступні матчі стали більш вдалими і для Маріо, і для його команди. У сезоні 1973/1974 років він забив 11 голів у 13 іграх.

## Транзит до збірної
Юний талант не проминув повз увагу наставників збірної. Ще до дебюту в головній команді «Інстітуто» Маріо вже мав досвід гри за молодіжну збірну Аргентини, до якої входили гравці, молодші за 18 років. Хлопець зокрема відзначився голом у воротах португальців.
А у 1973-у Кемпесова гра вразила головного тренера уже національної збірної — Енріке Омара Сіворі. Його команда у той час боролася за путівку на чемпіонат світу й за календарем наступним був виїзний матч з болівійцями. Гра мала відбутися на головному стадіоні у столичному місті Ла-Пас, яке розташоване високо в горах. Відтак кожна із команд-суперениць Болівії змушена витрачати деякий час на акліматизацію, водночас тамтешні футболісти мали перевагу через пристосованість до високогірних кліматичних умов. Саме на такий матч тренер Сіворі й викликав молодого нападника «Інстітуто». Часу на акліматизацію в «альбіселести» того разу взагалі не було. Протистояння вийшло надскладним та збірна Кемпеса здолала господарів поля. І хоча голом тоді відзначився інший футболіст, але завдяки перемозі, зокрема і Маріо, здобув путівку на перший мундіаль.
Та у ФРН, де проходив фінальний етап змагань, збірну Аргентини спіткала невдача. Команда виступила вкрай блякло, з однією лиш перемогою, і то — над збірною Гаїті.

## «Буйвіл» Кемпес
Після повернення додому Маріо підписав контракт з новим клубом — «Росаріо Сентраль», який в ті роки переживав свій злет, а донині за своїми здобутками є третім в Аргентині. За два роки, проведені у цій команді, нападник зумів забити 86 голів у чотирьох розіграшах чемпіонатів (за аргентинськими стандартами, на рік проходить по два розіграші чемпіонату; до 2012 року вони мали назву Апертура і Клаусура). З таким «трудоголіцьким» показником Кемпес кілька разів ставав і найкращим бомбардиром змагань. Задоволені його голами вболівальники дали одразу й грізні прізвиська для нового лідера своєї команди. Так Маріо Кемпеса йменували і Тореадором (ісп. El Matador), і його жертвою — Буйволом (ісп. El Toro).
Та через два роки Маріо Кемпес дістав запрошення з іспанської «Валенсії» й за 100 тисяч доларів переїхав до Європи. Тепер його «носили на руках» і називали «буйволом» уже вболівальники іспанського клубу. Адже два розіграші Прімери поспіль (у 1976/1977 й 1977/1978 роках) Маріо ставав найкращим бомбардиром.

## Хвиля слави
Завдяки успіхам у грі за іспанський клуб Маріо вдруге отримав виклик до аргентинської збірної для участі у фінальній частині чемпіонату світу, який проходив у Аргентині. Та «Валенсія» не поспішала відпускати на мундіаль свого головного нападника. Аби Кемпес, до речі єдиний легіонер у складі збірної, поїхав на чемпіонат світу, аргентинській федерації довелося застрахувати форварда на 250 тисяч доларів, а також заплатити «Валенсії» 25 тисяч доларів.
Попри очікування усіх аргентинців, у перших трьох матчах Маріо Кемпес не виправдав надій своїх вболівальників: ні швидкісних проходів, ні забитих голів. Збірна ж зайняла друге місце в групі й переїхала з Буенос-Айреса до міста Росаріо, де грав Маріо раніше, де його знали і обожнювали. Тут мали відбутися наступні матчі й саме в них Кемпес нарешті почав забивати.
Цій метаморфозі зазвичай знаходять три пояснення. По-перше — переїзд до близького для Маріо міста, по-друге — зміна завдання для гравця на полі, адже замість позиції центрфорварда головний тренер дозволив Кемпесу зміщуватись на різні позиції. Третє ж, найнеймовірніше і найоригінальніше пояснення полягає у тому, що напередодні чергової гри Маріо збрив свої вуса.
Хай там як, але нападника збірної прорвало у грі з поляками. На 16 хвилині гри він забив м'яч у сітку головою, а на 71-ій обіграв польського захисника Владислава Жмуду і ударом ногою «вклав» другий гол у ворота суперника.
Згодом господарі чемпіонату не без допомоги суддів у надважкому матчі втримали «суху» нічию з бразильцями. У третьому аргентинці познущалися з перуанців, обігравши тих з рахунком 6:0 і два з цих м'ячів записав собі на рахунок «Матадор». Ця перемога з великим рахунком дозволила збірній Аргентини зайняти перше місце у своїй групі й потрапити до фіналу.
90 хвилин останньої гри чемпіонату між Аргентиною та Нідерландами завершились внічию 1:1. Гол за південноамериканців забив Маріо. А у додані хвилини аргентинцям вдалося вирвати перемогу завдяки ще двом м'ячам, які створив Кемпес. Спершу аргентинець забив сам у боротьбі з двома захисниками, порушивши правила, однак суддя зафіксував взяття воріт. А наступного разу, коли голландці кинулись відігруватись, Маріо організував швидку контратаку, після якої гол забив Даніель Бертоні.
Так Аргентина стала чемпіоном світу, а Маріо з шістьма голами — найкращим бомбардиром змагань.

## «Буйвіл» Кемпес «перегорів»
По поверненні до «Валенсії» Маріо виглядав стомленим й мало забивав. Сезон він закінчив тільки 12-ма голами. Сам він казав таке: «У збірній ми докладали надзусиль, напружено працювали два місяці. Нічого в житті для нас не існувало, окрім футболу й бажання стати чемпіонами. Ми забували за побут, забували про усе, з чого складається життя. Така концентрація потребувала виняткових моральних затрат. Коли ж фінал залишився позаду, з'явилася необхідність очистити свою голову від футболу, відпочити й забути усе. Але я цього не мав… Після прибуття до Іспанії мене одразу змусили „ввімкнутися“ у передсезонний збір „Валенсії“. Я вирішив настирливіше й частіше тренуватися. І стало ще важче. Я почувався мертвим від втоми, коли попереду був черговий тур. Я перестав забивати й вболівальники стали докоряти мені, що не стараюся».
У наступному сезоні 1979/1980 років Кемпес забив аж 22 голи й повернув довіру до себе і від тренерського штабу, і від уболівальників клубу. Того сезону Маріо став і найкращим нападником розіграшу Кубка Кубків з 9-ма голами. Його ж «Валенсія» здобула перемогу у цьому, третьому за престижністю клубному європейському турнірі.
Маріо отримав таку жадану відпустку й протягом 40 днів усамітнився із сім'єю та забув про футбол. А після повернення до футболу ніяк не міг набрати форму. Йому заважали зайва вага і травми. У сезоні 1980/1981 років Маріо забив 9 голів. А на початку 1981-го дістав важку травму, через яку пропустив кілька місяців чемпіонату Іспанії.

## Невдалий переїзд до «Рівер Плейту»
Так Кемпес почав випадати зі складу «Валенсії» і босси клубу зраділи, коли нападника захотів придбати аргентинський «Рівер Плейт». Перехід Маріо обійшовся у величенну як на ті часи суму — 3,5 мільйона доларів. Адже керівництво «Рівер Плейту» вважало Кемпеса достойним суперником Дієго Марадони, який виступав за клуб-суперник «Бока Хуніорс».
Але незабаром президент «Рівер Плейту» розчарувався у дорогому придбанні. Першу половину сезону Маріо Кемпес пропустив через хронічну травму. Згодом нападник забив 15 голів, але довіри від керівництва «Рівер Плейту» він вже не мав.

## Третій мундіаль і «друга» «Валенсія»
Відрадою для Маріо стало запрошення на третій мундіаль. Видовищної гри Кемпес і тут не продемонстрував, як і вся збірна. Однак форвард відмовився повертатися зі всією командою на батьківщину і до «Рівер Плейту», а підписав новий контракт з «Валенсією».
Спершу Маріо тут грав непогано, забив 13 м'ячів і мав постійне місце в основі клубу. Але наступного сезону його випускали частіше на заміни, аніж в основному складі. Тож Кемпес зіграв 15 матчів й забив 8 голів.

## Мандри відЧилідоІндонезії
«Валенсія» продала свою згасаючу зірку клубу з другого ешелону іспанського чемпіонату — «Еркулес». За два сезони Маріо ніяк не вдавалось ввійти в раж, тож і з цього клубу він був змушений перейти.
Далі були австрійські команди «Вієнна», «Санкт-Пельтен» і «Кремс». З усіх трьох аргентинець віднайшов непогану гру тільки у «Санкт-Пельтені» з забитими 15 голами за сезон.
Та ніде аргентинський форвард більш, ніж на два роки, не затримувався. У 1995-у Маріо Кемпес в пошуках заробітку опинився у чилійському клубі «Фернандес Віял». За рік він і тут не продемонстрував вражаючої гри, тож перебрався в інший кінець світу — до індонезійської команди «Пеліта Джая». Саме тут він і завершив свою кар'єру гравця.

## Кемпес— тренер вАлбанії
У 1996-у році Маріо дістав запрошення очолити команду «Люшня» з Албанії. До бідної й економічно нестабільної держави аргентинського футболіста покликав місцевий олігарх Пеллумб Жаферрі. За високу зарплатню Маріо мав зробити з «Лютні» одну з найсильніших команд Європи.
Для досягнення успіху Жаферрі придбав кількох бразильських та нігерійських гравців. Але коли до команди прийшли перші успіхи, з'ясувалося, що президент команди ніякий не магнат, а шахрай. Жаферрі заарештувала поліція, Кемпес спробував врятувати команду й навіть звертався за допомогою до Марадони та Пассарелли, але чемпіонат Албанії з футболу перервався через громадянську війну. Тренер Кемпес був змушений повертатися до Аргентини.

## Сучасний Кемпес
До кінця 90-х років Маріо Кемпес продовжував займатися тренерською роботою, зокрема в Болівії в клубах «Зе Стронгест», «Блумінг» та «Індепедьєнте Петролеро». У 2000-х роках Маріо взявся коментувати футбольні події й досі має свою колонку в одному з аргентинських видань.

## Статистика виступів

### Статистика клубних виступів
| Сезон                        | Команда                      | Чемпіонат                    | Чемпіонат | Чемпіонат | Національний кубок | Національний кубок | Національний кубок | Континентальні кубки | Континентальні кубки | Континентальні кубки | Інші змагання | Інші змагання | Інші змагання | Усього | Усього |
| Сезон                        | Команда                      | Ліга                         | Ігор      | Голів     | Ліга               | Ігор               | Голів              | Ліга                 | Ігор                 | Голів                | Ліга          | Ігор          | Голів         | Ігор   | Голів  |
| ---------------------------- | ---------------------------- | ---------------------------- | --------- | --------- | ------------------ | ------------------ | ------------------ | -------------------- | -------------------- | -------------------- | ------------- | ------------- | ------------- | ------ | ------ |
| 1973                         | «Інституто»                  | Н                            | 13        | 11        | -                  | -                  | -                  | -                    | -                    | -                    | -             | -             | -             | 13     | 11     |
| 1974                         | «Росаріо Сентраль»           | М+Н                          | 9+27      | 4+26      | -                  | -                  | -                  | КЛ                   | 7                    | 3                    | -             | -             | -             | 43     | 33     |
| 1975                         | «Росаріо Сентраль»           | М+Н                          | ?21       | 25+13     | -                  | -                  | -                  | КЛ                   | 9                    | 5                    | -             | -             | -             | 58     | 43     |
| 1976                         | «Росаріо Сентраль»           | М                            | 22        | 21        | -                  | -                  | -                  | -                    | -                    | -                    | -             | -             | -             | 22     | 21     |
| Усього за «Росаріо Сентраль» | Усього за «Росаріо Сентраль» | Усього за «Росаріо Сентраль» | 107       | 89        |                    |                    |                    |                      | 16                   | 8                    |               |               |               | 123    | 97     |
| 1976–77                      | «Валенсія»                   | ПД                           | 34        | 24        | КІ                 | 0                  | 0                  | -                    | -                    | -                    | -             | -             | -             | 34     | 24     |
| 1977–78                      | «Валенсія»                   | ПД                           | 34        | 28        | КІ                 | 12                 | 11                 | -                    | -                    | -                    | -             | -             | -             | 46     | 39     |
| 1978–79                      | «Валенсія»                   | ПД                           | 30        | 12        | КІ                 | 10                 | 3                  | КУЄФА                | 6                    | 3                    | -             | -             | -             | 46     | 18     |
| 1979–80                      | «Валенсія»                   | ПД                           | 32        | 22        | КІ                 | 2                  | 2                  | КВК                  | 9                    | 9                    | -             | -             | -             | 43     | 33     |
| 1980–81                      | «Валенсія»                   | ПД                           | 11        | 9         | КІ                 | 1                  | 0                  | КВК                  | 4                    | 2                    | СУ            | 1             | 0             | 17     | 11     |
| 1981                         | «Рівер Плейт»                | М+Н                          | 15+14     | 9+6       | -                  | -                  | -                  | КЛ                   | 4                    | 1                    | -             | -             | -             | 33     | 16     |
| 1982                         | «Рівер Плейт»                | Н                            | 0         | 0         | -                  | -                  | -                  | КЛ                   | 0                    | 0                    | -             | -             | -             | 0      | 0      |
| Усього за «Рівер Плейт»      | Усього за «Рівер Плейт»      | Усього за «Рівер Плейт»      | 29        | 15        |                    |                    |                    |                      | 4                    | 1                    |               |               |               | 33     | 16     |
| 1982–83                      | «Валенсія»                   | ПД                           | 27        | 13        | КІ                 | 1                  | 0                  | КУЄФА                | 8                    | 0                    | КЛ            | 2             | 0             | 38     | 13     |
| 1983–84                      | «Валенсія»                   | ПД                           | 15        | 8         | КІ                 | 4                  | 3                  | -                    | -                    | -                    | КЛ            | 2             | 0             | 21     | 11     |
| Усього за «Валенсію»         | Усього за «Валенсію»         | Усього за «Валенсію»         | 183       | 116       |                    | 30                 | 19                 |                      | 27                   | 14                   |               | 5             | 0             | 245    | 149    |
| 1984–85                      | «Еркулес»                    | ПД                           | 17        | 1         | КІ                 | 2                  | 0                  | -                    | -                    | -                    | КЛ            | 0             | 0             | 19     | 1      |
| 1985–86                      | «Еркулес»                    | ПД                           | 21        | 9         | КІ                 | 2                  | 1                  | -                    | -                    | -                    | КЛ            | 0             | 0             | 23     | 10     |
| Усього за «Еркулес»          | Усього за «Еркулес»          | Усього за «Еркулес»          | 38        | 10        |                    | 4                  | 1                  |                      |                      |                      |               | 0             | 0             | 42     | 11     |
| 1986–87                      | «Ферст Вієнна»               | 1Д                           | 20        | 7         | КА                 | 5                  | 2                  | -                    | -                    | -                    | -             | -             | -             | 25     | 9      |
| 1987–88                      | «Санкт-Пельтен»              | 2Д                           | 32        | 10        | КА                 | 3                  | 0                  | -                    | -                    | -                    | -             | -             | -             | 35     | 10     |
| 1988–89                      | «Санкт-Пельтен»              | 1Д                           | 29        | 9         | КА                 | 2                  | 1                  | -                    | -                    | -                    | -             | -             | -             | 31     | 10     |
| 1989–90                      | «Санкт-Пельтен»              | 1Д                           | 35        | 15        | КА                 | 3                  | 1                  | -                    | -                    | -                    | -             | -             | -             | 38     | 16     |
| Усього за «Санкт-Пельтен»    | Усього за «Санкт-Пельтен»    | Усього за «Санкт-Пельтен»    | 96        | 34        |                    | 8                  | 2                  |                      |                      |                      |               |               |               | 104    | 36     |
| 1990–91                      | «Кремсер»                    | 1Д                           | 21        | 5         | КА                 | ?                  | 0                  | -                    | -                    | -                    | -             | -             | -             | 21+    | 5      |
| 1991–92                      | «Кремсер»                    | 1Д                           | 18        | 2         | КА                 | 1+                 | 0                  | -                    | -                    | -                    | -             | -             | -             | 19+    | 2      |
| Усього за «Кремсер»          | Усього за «Кремсер»          | Усього за «Кремсер»          | 39        | 7         |                    | 1+                 | 0                  |                      |                      |                      |               |               |               | 40+    | 7      |
| 1995                         | «Фернандес Віаль»            | 2Д                           | 11        | 5         | КЧ                 | ?                  | 0                  | -                    | -                    | -                    | -             | -             | -             | 11+    | 5      |
| 1995–96                      | «Пеліта Джая»                | Л1                           | 15        | 10        | -                  | -                  | -                  | -                    | -                    | -                    | -             | -             | -             | 15     | 10     |
| Усього за кар'єру            | Усього за кар'єру            | Усього за кар'єру            | 551       | 304       |                    | 48+                | 24                 |                      | 47                   | 23                   |               | 5             | 0             | 6?     | 351    |

### Статистика виступів за збірну
| Дата       | Місто          | Господарі  | Результат  | Гості          | Турнір                        | Голи | Примітки |
| ---------- | -------------- | ---------- | ---------- | -------------- | ----------------------------- | ---- | -------- |
| 23-9-1973  | Ла-Пас         | Болівія    | 0 – 1      | Аргентина      | Відбір до ЧС 1974             | -    | 64'      |
| 22-4-1974  | Буенос-Айрес   | Аргентина  | 2 – 1      | Румунія        | товариський матч              | 1    |          |
| 18-5-1974  | Париж          | Франція    | 0 – 1      | Аргентина      | товариський матч              | 1    |          |
| 22-5-1974  | Лондон         | Англія     | 2 – 2      | Аргентина      | товариський матч              | 2    |          |
| 26-5-1974  | Амстердам      | Нідерланди | 4 – 1      | Аргентина      | товариський матч              | -    | 44'      |
| 15-6-1974  | Штутгарт       | Польща     | 3 – 2      | Аргентина      | ЧС 1974 - 1-й етап            | -    |          |
| 19-6-1974  | Штутгарт       | Аргентина  | 1 – 1      | Італія         | ЧС 1974 - 1-й етап            | -    |          |
| 23-6-1974  | Мюнхен         | Аргентина  | 4 – 1      | Гаїті          | ЧС 1974 - 1-й етап            | -    | 52'      |
| 26-6-1974  | Гельзенкірхен  | Нідерланди | 4 – 0      | Аргентина      | ЧС 1974 - 2-й етап            | -    | 46'      |
| 30-6-1974  | Ганновер       | Аргентина  | 1 – 2      | Бразилія       | ЧС 1974 - 2-й етап            | -    | 46'      |
| 3-7-1974   | Гельзенкірхен  | Аргентина  | 1 – 1      | НДР            | ЧС 1974 - 2-й етап            | -    |          |
| 3-8-1975   | Каракас        | Венесуела  | 1 – 5      | Аргентина      | Копа Америка 1975 - 1-й етап  | 1    | 56'      |
| 6-8-1975   | Белу-Оризонті  | Бразилія   | 2 – 1      | Аргентина      | Копа Америка 1975 - 1-й етап  | -    |          |
| 10-8-1975  | Росаріо        | Аргентина  | 11 – 0     | Венесуела      | Копа Америка 1975 - 1-й етап  | 2    |          |
| 16-8-1975  | Росаріо        | Аргентина  | 0 – 1      | Бразилія       | Копа Америка 1975 - 1-й етап  | -    |          |
| 26-2-1976  | Асунсьйон      | Парагвай   | 2 – 3      | Аргентина      | Кубок Атлантики 1976          | -    |          |
| 27-2-1976  | Буенос-Айрес   | Аргентина  | 1 – 2      | Бразилія       | Кубок Атлантики 1976          | 1    |          |
| 20-3-1976  | Київ           | СРСР       | 0 – 1      | Аргентина      | товариський матч              | 1    | 68'      |
| 24-3-1976  | Хожув          | Польща     | 1 – 2      | Аргентина      | товариський матч              | -    |          |
| 27-3-1976  | Будапешт       | Угорщина   | 2 – 0      | Аргентина      | товариський матч              | -    |          |
| 8-4-1976   | Буенос-Айрес   | Аргентина  | 4 – 1      | Уругвай        | Кубок Атлантики 1976          | 2    |          |
| 28-4-1976  | Буенос-Айрес   | Аргентина  | 2 – 2      | Парагвай       | Кубок Атлантики 1976          | 2    | 68'      |
| 19-5-1976  | Ріо-де-Жанейро | Бразилія   | 2 – 0      | Аргентина      | Кубок Атлантики 1976          | -    |          |
| 9-6-1976   | Монтевідео     | Уругвай    | 0 – 3      | Аргентина      | Кубок Атлантики 1976          | 1    |          |
| 2-6-1978   | Буенос-Айрес   | Аргентина  | 2 – 1      | Угорщина       | ЧС 1978 - 1-й етап            | -    |          |
| 6-6-1978   | Буенос-Айрес   | Аргентина  | 2 – 1      | Франція        | ЧС 1978 - 1-й етап            | -    |          |
| 10-6-1978  | Буенос-Айрес   | Італія     | 1 – 0      | Аргентина      | ЧС 1978 - 1-й етап            | -    |          |
| 14-6-1978  | Росаріо        | Аргентина  | 2 – 0      | Польща         | ЧС 1978 - 2-й етап            | 2    |          |
| 18-6-1978  | Росаріо        | Аргентина  | 0 – 0      | Бразилія       | ЧС 1978 - 2-й етап            | -    |          |
| 21-6-1978  | Росаріо        | Аргентина  | 6 – 0      | Перу           | ЧС 1978 - 2-й етап            | 2    |          |
| 25-6-1978  | Буенос-Айрес   | Аргентина  | 3 – 1 д.ч. | Нідерланди     | ЧС 1978 - Фінал               | 2    |          |
| 1-1-1981   | Монтевідео     | Аргентина  | 2 – 1      | ФРН            | Золотий кубок чемпіонів світу | -    | 42'      |
| 28-10-1981 | Буенос-Айрес   | Аргентина  | 1 – 2      | Польща         | товариський матч              | -    |          |
| 11-11-1981 | Буенос-Айрес   | Аргентина  | 1 – 1      | Чехословаччина | товариський матч              | -    |          |
| 24-3-1982  | Буенос-Айрес   | Аргентина  | 1 – 1      | ФРН            | товариський матч              | -    | 78'      |
| 14-4-1982  | Буенос-Айрес   | Аргентина  | 1 – 1      | СРСР           | товариський матч              | -    |          |
| 5-5-1982   | Буенос-Айрес   | Аргентина  | 2 – 1      | Болгарія       | товариський матч              | -    | 48'      |
| 12-5-1982  | Росаріо        | Аргентина  | 1 – 0      | Румунія        | товариський матч              | -    | 46'      |
| 13-6-1982  | Барселона      | Аргентина  | 0 – 1      | Бельгія        | ЧС 1982 - 1-й етап            | -    |          |
| 18-6-1982  | Аліканте       | Аргентина  | 4 – 1      | Угорщина       | ЧС 1982 - 1-й етап            | -    |          |
| 23-6-1982  | Аліканте       | Аргентина  | 2 – 0      | Сальвадор      | ЧС 1982 - 1-й етап            | -    |          |
| 29-6-1982  | Барселона      | Італія     | 2 – 1      | Аргентина      | ЧС 1982 - 2-й етап            | -    | 58'      |
| 2-7-1982   | Барселона      | Аргентина  | 1 – 3      | Бразилія       | ЧС 1982 - 2-й етап            | -    | 46'      |
| Усього     |                | Матчів     | 43         |                | Голів                         | 20   |          |

## Титули і досягнення
- Володар Кубка Іспанії з футболу (1):

«Валенсія»: 1978–1979
- Володар Кубка володарів кубків (1):

«Валенсія»: 1979–1980
- Володар Суперкубка Європи (1):

«Валенсія»: 1980
- Чемпіон світу (1):

1978